# Cúp bóng đá nữ Đức
Cúp bóng đá nữ Đức (tiếng Đức: DFB-Pokal hay DFB-Pokal der Frauen) là giải đấu cúp bóng đá nữ chính ở Đức, tương đương với DFB-Pokal của nam. Giải đấu được tổ chức lần đầu vào năm 1980 và kể từ năm 1991 bao gồm các đội thuộc miền đông. Trận chung kết thường được tổ chức vào cuối tuần hoặc ngày lễ vào đầu tháng Năm.
Đội đương kim vô địch là VfL Wolfsburg (danh hiệu thứ 7 liên tiếp). FFC Frankfurt là đội giành nhiều chức vô địch nhất với 9 danh hiệu.

## Thành phần tham gia
Tất cả các câu lạc bộ thuộc Bundesliga và Bundesliga 2 cũng như các câu lạc bộ giành quyền lên chơi ở Bundesliga 2 được phép dự giải. Các đội vô địch các giải đấu cúp vùng cũng được tham dự. Có một số luật lệ như các đội hai hay đội dự bị (ví dụ như Bayern München II, VfL Wolfsburg II) không được tham dự DFB-Pokal. Khi đội hai vô địch cúp vùng, hiệp hội bóng đá vùng đó có thể cử một đội khác tham dự DFB-Pokal nếu đội đó không giành quyền lên Bundesliga hạng 2.

## Các đội vô địch
Trước khi nước Đức tái thống nhất giải đấu cúp chỉ gồm các đội thuộc Tây Đức.

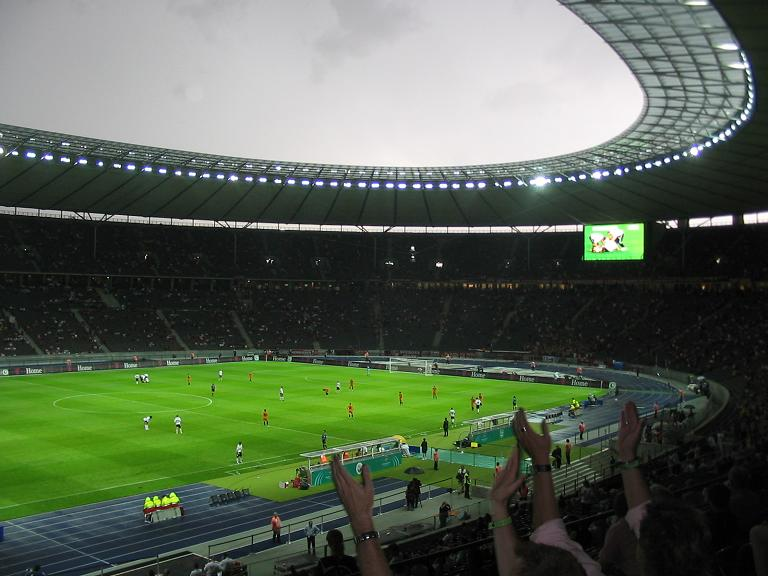
Trận chung kết 2007 tại sân Sân vận động Olympic (Berlin)

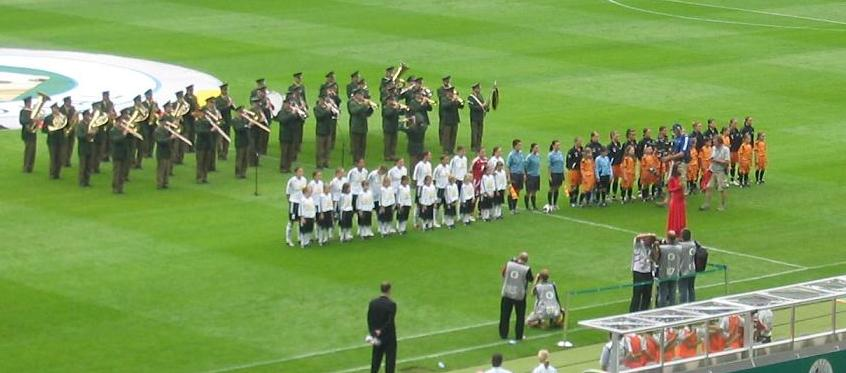
Trận chung kết 2007 tại sân Sân vận động Olympic (Berlin)

| Năm       | Vô địch              | Kết quả             | Á quân                  | Nơi tổ chức                                    |
| --------- | -------------------- | ------------------- | ----------------------- | ---------------------------------------------- |
| 1980–81   | Bergisch Gladbach    | 5–0                 | TuS Wörrstadt           | Stuttgart (Neckarstadion)                      |
| 1981–82   | Bergisch Gladbach    | 3–0                 | VfL Wildeshausen        | Frankfurt am Main (Waldstadion)                |
| 1982–83   | KBC Duisburg         | 3–0                 | FSV Frankfurt           | Frankfurt am Main (Stadion am Bornheimer Hang) |
| 1983–84   | Bergisch Gladbach    | 2–0                 | VfR Eintracht Wolfsburg | Frankfurt am Main (Waldstadion)                |
| 1984–85   | FSV Frankfurt        | 1–1 (4–3 pen.)      | KBC Duisburg            | Berlin (Sân vận động Olympic)                  |
| 1985–86   | Siegen               | 2–0                 | Bergisch Gladbach       | Berlin (Sân vận động Olympic)                  |
| 1986–87   | Siegen               | 5–2                 | STV Lövenich            | Berlin (Sân vận động Olympic)                  |
| 1987–88   | Siegen               | 4–0                 | Bayern München          | Berlin (Sân vận động Olympic)                  |
| 1988–89   | Siegen               | 5–1                 | FSV Frankfurt           | Berlin (Sân vận động Olympic)                  |
| 1989–90   | FSV Frankfurt        | 1–0                 | Bayern München          | Berlin (Sân vận động Olympic)                  |
| 1990–91   | Grün-Weiß Brauweiler | 1–0                 | Siegen                  | Berlin (Sân vận động Olympic)                  |
| 1991–92   | FSV Frankfurt        | 1–0                 | Siegen                  | Berlin (Sân vận động Olympic)                  |
| 1992–93   | Siegen               | 1–1 h.p. (6–5 pen.) | Grün-Weiß Brauweiler    | Berlin (Sân vận động Olympic)                  |
| 1993–94   | Grün-Weiß Brauweiler | 2–1                 | Siegen                  | Berlin (Sân vận động Olympic)                  |
| 1994–95   | FSV Frankfurt        | 3–1                 | Siegen                  | Berlin (Sân vận động Olympic)                  |
| 1995–96   | FSV Frankfurt        | 2–1                 | Klinge Seckach          | Berlin (Sân vận động Olympic)                  |
| 1996–97   | Grün-Weiß Brauweiler | 3–1                 | Eintracht Rheine        | Berlin (Sân vận động Olympic)                  |
| 1997–98   | Duisburg             | 6–2                 | FSV Frankfurt           | Berlin (Sân vận động Olympic)                  |
| 1998–99   | FFC Frankfurt        | 1–0                 | Duisburg                | Berlin (Sân vận động Olympic)                  |
| 1999–2000 | FFC Frankfurt        | 2–1                 | Sportfreunde Siegen     | Berlin (Sân vận động Olympic)                  |
| 2000–01   | FFC Frankfurt        | 2–1                 | Flaesheim-Hillen        | Berlin (Sân vận động Olympic)                  |
| 2001–02   | FFC Frankfurt        | 5–0                 | Hamburg                 | Berlin (Sân vận động Olympic)                  |
| 2002–03   | FFC Frankfurt        | 1–0                 | Duisburg                | Berlin (Sân vận động Olympic)                  |
| 2003–04   | Turbine Potsdam      | 3–0                 | FFC Frankfurt           | Berlin (Sân vận động Olympic)                  |
| 2004–05   | Turbine Potsdam      | 3–0                 | FFC Frankfurt           | Berlin (Sân vận động Olympic)                  |
| 2005–06   | Turbine Potsdam      | 2–0                 | FFC Frankfurt           | Berlin (Sân vận động Olympic)                  |
| 2006–07   | FFC Frankfurt        | 1–1 (4–1 p)         | Duisburg                | Berlin (Sân vận động Olympic)                  |
| 2007–08   | FFC Frankfurt        | 5–1                 | Saarbrücken             | Berlin (Sân vận động Olympic)                  |
| 2008–09   | Duisburg             | 7–0                 | Turbine Potsdam         | Berlin (Sân vận động Olympic)                  |
| 2009–10   | Duisburg             | 1–0                 | FF USV Jena             | Köln (RheinEnergieStadion)                     |
| 2010–11   | FFC Frankfurt        | 2–0                 | Turbine Potsdam         | Köln (RheinEnergieStadion)                     |
| 2011–12   | Bayern München       | 2–0                 | FFC Frankfurt           | Köln (RheinEnergieStadion)                     |
| 2012–13   | VfL Wolfsburg        | 3–2                 | Turbine Potsdam         | Köln (RheinEnergieStadion)                     |
| 2013–14   | 1. FFC Frankfurt     | 3–0                 | SGS Essen               | Köln (RheinEnergieStadion)                     |
| 2014–15   | VfL Wolfsburg        | 3–0                 | Turbine Potsdam         | Köln (RheinEnergieStadion)                     |
| 2015–16   | VfL Wolfsburg        | 2–1                 | SC Sand                 | Köln (RheinEnergieStadion)                     |
| 2016–17   | VfL Wolfsburg        | 2–1                 | SC Sand                 | Köln (RheinEnergieStadion)                     |
| 2017–18   | VfL Wolfsburg        | 0–0 (h.p.) (3–2 p)  | Bayern München          | Köln (RheinEnergieStadion)                     |
| 2018–19   | VfL Wolfsburg        | 1–0                 | SC Freiburg             | Köln (RheinEnergieStadion)                     |
| 2019–20   | VfL Wolfsburg        | 3–3 (h.p.) (4–2 p)  | SGS Essen               | Köln (RheinEnergieStadion)                     |
| 2020–21   | VfL Wolfsburg        | 1–0 (h.p.)          | FFC Frankfurt           | Köln (RheinEnergieStadion)                     |

## Số lần vô địch theo đội
| Đội                    | Vô địch | Á quân |
| ---------------------- | ------- | ------ |
| 1. FFC Frankfurt       | 9       | 5      |
| VfL Wolfsburg          | 8       | 1*     |
| TSV Siegen             | 5       | 5      |
| FSV Frankfurt          | 5       | 3      |
| 1. FFC Turbine Potsdam | 3       | 4      |
| FCR 2001 Duisburg      | 3       | 3      |
| Bergisch Gladbach      | 3       | 1      |
| Grün-Weiß Brauweiler   | 3       | 1      |
| Bayern München         | 1       | 3      |
| KBC Duisburg           | 1       | 1      |
| SGS Essen              | 0       | 2      |
| SC Sand                | 0       | 2      |
| FFC Flaesheim-Hillen   | 0       | 1      |
| Hamburger SV           | 0       | 1      |
| FF USV Jena            | 0       | 1      |
| STV Lövenich           | 0       | 1      |
| Eintracht Rheine       | 0       | 1      |
| 1. FC Saarbrücken      | 0       | 1      |
| SC Klinge Seckach      | 0       | 1      |
| VfL Wildeshausen       | 0       | 1      |
| TuS Wörrstadt          | 0       | 1      |
| SC Freiburg            | 0       | 1      |

(*) Ghi chú: VfL Wolfsburg vô địch với tên VfR Eintracht Wolfsburg